# ジョージア (装甲艦)
CSS ジョージア （CSS Georgia）は、南北戦争中にジョージア州サバンナにおいて建造された、当初は装甲艦として設計されたアメリカ連合国海軍の浮き砲台である。なお連合国海軍は、同時期に同名のクルーザー（CSS Georgia (cruiser)）を保有していた。

## 艦歴
ジョージアの建造費用$115,000は淑女砲艦協会（Ladies' Gunboat Association）の基金が使われた
ワシントン・グワスミー（Washington Gwathmey）大尉を艦長として、予想される北軍の侵攻からサバンナ川を防衛するために、下流で砲台としての訓練を行った。攻撃的な行動をとるのに必要な馬力の蒸気機関が設置されていなかったと思われ、サバンナとジャクソン要塞（Fort James Jackson）の防衛のために、砲艦としての用途を変更し、係留して浮き砲台として使用されたものである。ジョージアの活動期間は、ウィリアム・シャーマンの海への進軍がサバンナに達した1864年12月21日までの20ヶ月程度であった。南軍は、北軍に鹵獲されるのを避けるため、ジョージアを破壊した。この20ヶ月間に、敵に向かって砲弾を撃つことはなかった。

## 沈没場所の発見
沈没後100年以上の間、ジョージアの沈没場所は忘れ去られていたが、1968年に浚渫作業が行われた際に、沈没場所が判明した。その後浚渫作業は沈没場所を避けて行われたが、浚渫機材および沈没場所を示すための碇が、船体を誤って傷つけた。現在残っているのは前部および後部の砲郭、ボイラー、推進軸、プロペラ、復水装置、などである。沈没場所の近くで、種々の砲弾と共に大砲も何門か発見された。
2012年5月時点で、浚渫作業が行われる際に、陸軍の工兵部隊が1400万ドルの予算で、ジョージアを引き揚げることを計画している。

## 参考資料
1. 1 2 3 4 5  Watts, Gordon P; James Jr, Stephen R. (2007-02). “In Situ Archaeological Evaluation of the CSS Georgia Savannah Harbor, Georgia”. Final Grant Report to the U.S. Army Corps of Engineers 2012年5月7日閲覧。.
2. 1 2 3 4  Anuskiewicz, Richard J; Garrison, Ervan G. (1992). “Underwater archaeology by braille: Survey methodology and site characterization modeling in a blackwater environment - A study of a scuttled confederate ironclad, CSS Georgia.”. In: Cahoon, LB. (ed.) Proceedings of the American Academy of Underwater Sciences Twelfth Annual Scientific Diving Symposium "Diving for Science 1992". Held September 24–27, 1992 at the University of North Carolina at Wilmington, Wilmington, NC. (American Academy of Underwater Sciences) 2011年1月11日閲覧。.
3. ↑  Russ Bynum (2012年5月5日). “Civil War shipwreck in the way of Ga. port project”. Associated Press 2012年5月7日閲覧。

- この記事はアメリカ合衆国政府の著作物であるDictionary of American Naval Fighting Shipsに由来する文章を含んでいます。